# ارنست بلیک (بازیکن فوتبال)
ارنست بلیک (انگلیسی: Ernest Blake; ۲۴ مارس ۱۸۹۵ – ۱۹۶۵ (۶۹−۷۰ سال)) بازیکن فوتبال بود.
از باشگاه‌هایی که در آن بازی کرده‌است می‌توان به باشگاه فوتبال گریمزبی تاون اشاره کرد.